# Agaue magellanica
Agaue magellanica är en kvalsterart som beskrevs av Newell 1971. Agaue magellanica ingår i släktet Agaue och familjen Halacaridae. Inga underarter finns listade i Catalogue of Life.